# Clossiana serratimarginata
Clossiana serratimarginata är en fjärilsart som beskrevs av Gunder 1926. Clossiana serratimarginata ingår i släktet Clossiana och familjen praktfjärilar. Inga underarter finns listade i Catalogue of Life.